# Ocata
Ocata es un barrio de El Masnou en la costa del Maresme, situado entre el torrente Vallmora y el torrente de l'Ase. 

## Geografía
El gentilicio es ocatín (ocatí o ocatenc en catalán). Dispone de un apeadero propio en la línea férrea de Barcelona a Mataró.
En la playa de Ocata acaba el Meridiano verde, que empieza en Dunkerque. Una placa con la inscripción «per aquí passa el meridià de París» (Por aquí pasa el meridiano de París en catalán) recuerda este hecho.
Posee un club náutico de gran actividad pesquera y sobre todo deportiva, con cuatro medallistas olímpicos
Ocata no es ningún pueblo o municipio,  es un barrio perteneciente a El Masnou. 
Según su publicación dicen que posee un club náutico y según escriben antes la  ubicación de Ocata no tendría posibilidad de tener ese puerto

## Historia
Fue fundado por gentes procedentes de Leucate, Comarca de Fitor, de donde deriva el nombre de Ocata. 
También destacar la familia Baró gran benefactora del lugar contribuyendo con su labor médico-terapéutica entre los pobladores del lugar.

## Transporte
Ocata posee una estación de tren que lo conecta con Barcelona

## Asociaciones
Cul d´Ocata
Ocata Activa